# Sladeniaceae
Sladeniaceae — родина квіткових рослин, що включає види дерев, що зустрічаються в субтропічних і тропічних середовищах Східної Африки (Фікальхоа), Бірми, Юньнані та Таїланду (Сладенія). Родина складається з дерев з черговими простими листками без прилистків і квітками, зібраними в цимозні суцвіття.
Охоплення родини є змінним, у деяких системах описується, що родина складається виключно з роду Sladenia, який по-різному вважався членом Theaceae, Actinidiaceae, Dilleniaceae або Ternstroemiaceae. Інші системи включають рід Ficalhoa і, можливо, рід Pentaphylax в родині зі Sladenia. Морфологічні дослідження ембріона Sladenia свідчать про те, що він має унікальні характеристики, які заслуговують на віднесення роду до його власної родини. Однак родина рослин погано вивчена, і початкові філогенетичні дослідження дали суперечливі вказівки щодо її таксономічного розміщення.